# Devínska hradná skala
Devínska hradná skala este o arie protejată (arie specială de conservare — SAC, sit de importanță comunitară — SCI) din Slovacia întinsă pe o suprafață de 4,4 ha, integral pe uscat.

## Localizare
Centrul sitului Devínska hradná skala este situat la coordonatele 48°10′24″N 16°58′42″E / 48.173217°N 16.978371°E.

## Înființare
Situl Devínska hradná skala a fost declarat sit de importanță comunitară în septembrie 2015 pentru a proteja 1 specie de plante. Situl a fost protejat și ca arie specială de conservare în octombrie 2017.

## Biodiversitate
Situată în ecoregiunea panonică, aria protejată conține 2 habitate naturale: Pajiști uscate seminaturale și facies de acoperire cu tufișuri pe substraturi calcaroase (Festuco-Brometalia) (* situri importante pentru orhidee), Pante stâncoase calcaroase cu vegetație casmofită.
La baza desemnării sitului se află o specie protejată de  plante: Dianthus lumnitzeri.
Pe lângă speciile protejate, pe teritoriul sitului au mai fost identificate 1 specie de plante.